# Switłana Czerniawśka
Switłana Czerniawśka (ukr. Світлана Павлівна Чернявська; ur. 12 lutego 1984) – ukraińska sztangistka.
Startuje w kategorii wagowej powyżej 75 kg.
Podczas mistrzostw Europy z Tirany (2013) zajęła pierwsze miejsce, ale po wykryciu u niej dopingu w sierpniu 2013 r. została zdyskwalifikowana i pozbawiona medalu.